# Isa Kardinaal
Isa Kardinaal (Amsterdam, 31 maart 2005) is een voetbalspeelster uit Nederland. Ze komt als verdediger uit voor London City Lionesses in de Super League.

## Clubcarrière
Kardinaal maakte onderdeel uit van de jeugdopleiding van Ajax, waar ze haar wedstrijden speelde in het Talententeam. Sinds seizoen 2021/22 voegt Ajax haar regelmatig aan de selectie van het eerste elftal toe.
In november 2021 maakte ze voor Ajax haar debuut in de Vrouwen Eredivisie, met een invalbeurt tegen Excelsior. In april 2025 verlengde Kardinaal haar contract tot medio 2027 in Amsterdam. Ondanks haar doorlopende contract maakte Kardinaal op 5 juli 2025 de overstap naar het naar Super League gepromoveerde London City Lionesses.

## Statistieken
| Seizoen | Club                  | Land      | Competitie         | Wedstrijden | Doelpunten |
| ------- | --------------------- | --------- | ------------------ | ----------- | ---------- |
| 2021/22 | Ajax                  | Nederland | Vrouwen Eredivisie | 4           | 0          |
| 2022/23 | Ajax                  | Nederland | Vrouwen Eredivisie | 13          | 0          |
| 2023/24 | Ajax                  | Nederland | Vrouwen Eredivisie | 16          | 0          |
| 2024/25 | Ajax                  | Nederland | Vrouwen Eredivisie | 20          | 0          |
| 2025/26 | London City Lionesses | Engeland  | Super League       | 0           | 0          |
| Totaal  | Totaal                | Totaal    | Totaal             | 53          | 0          |

Bijgewerkt t/m 5 juli 2025.

## Interlandcarrière
Kardinaal kwam uit voor Oranje O15, en in februari 2020 speelt Kardinaal haar eerste wedstrijd voor Oranje O16. In september 2021 maakte ze ook haar debuut voor Oranje O17. Sinds 2024 komt Kardinaal uit voor Nederland -23.